# Institut de botanique Komarov

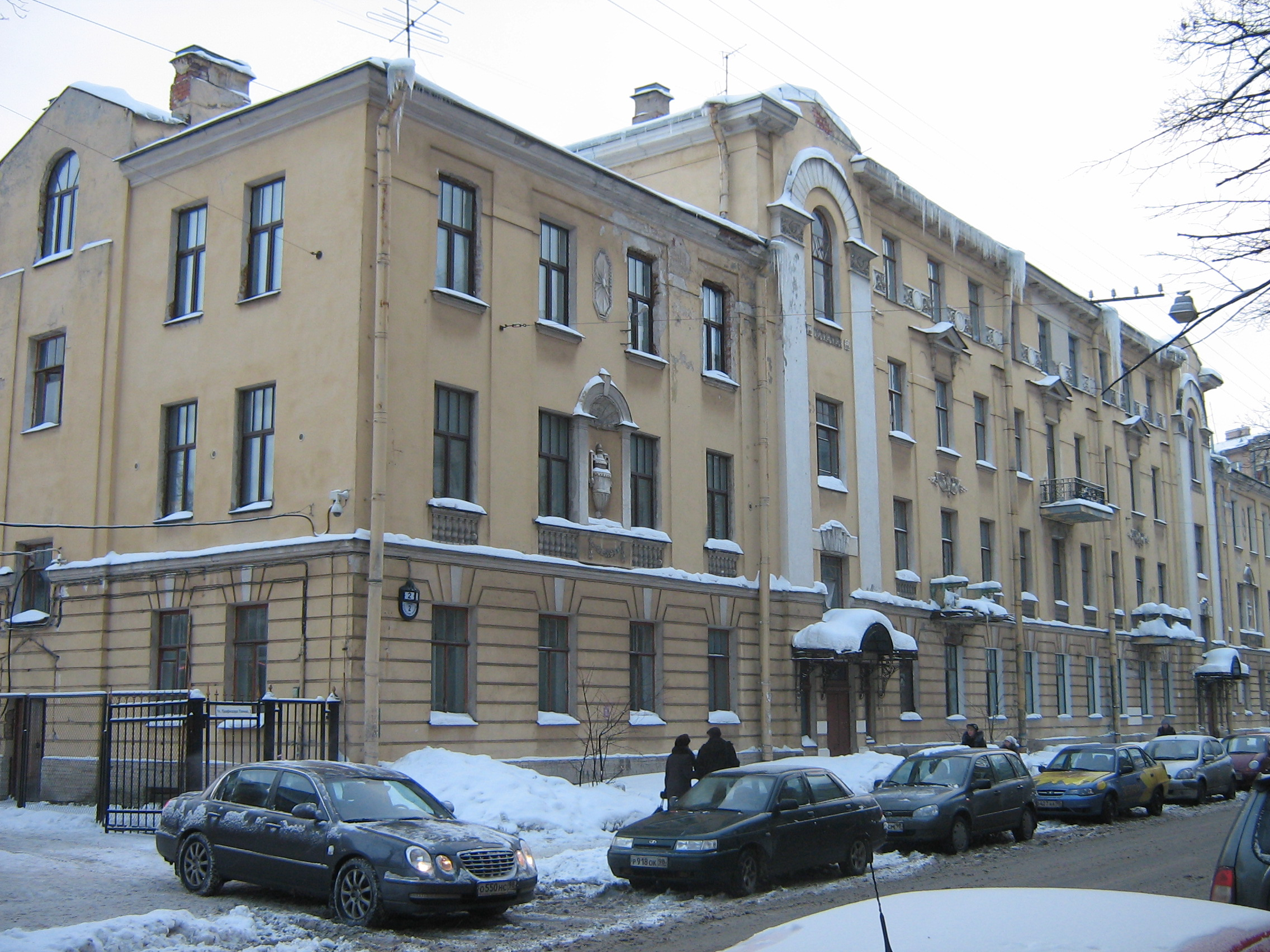
Façade de l'institut.

L'Institut de botanique Komarov est la principale institution de Russie dans le domaine de la botanique. Il est situé à Saint-Pétersbourg, et est baptisé d'après le nom du botaniste russe Vladimir Leontievitch Komarov (1869-1945). Cet institut dépendant de l'académie des sciences de Russie gère le jardin botanique de Saint-Pétersbourg.

## Historique

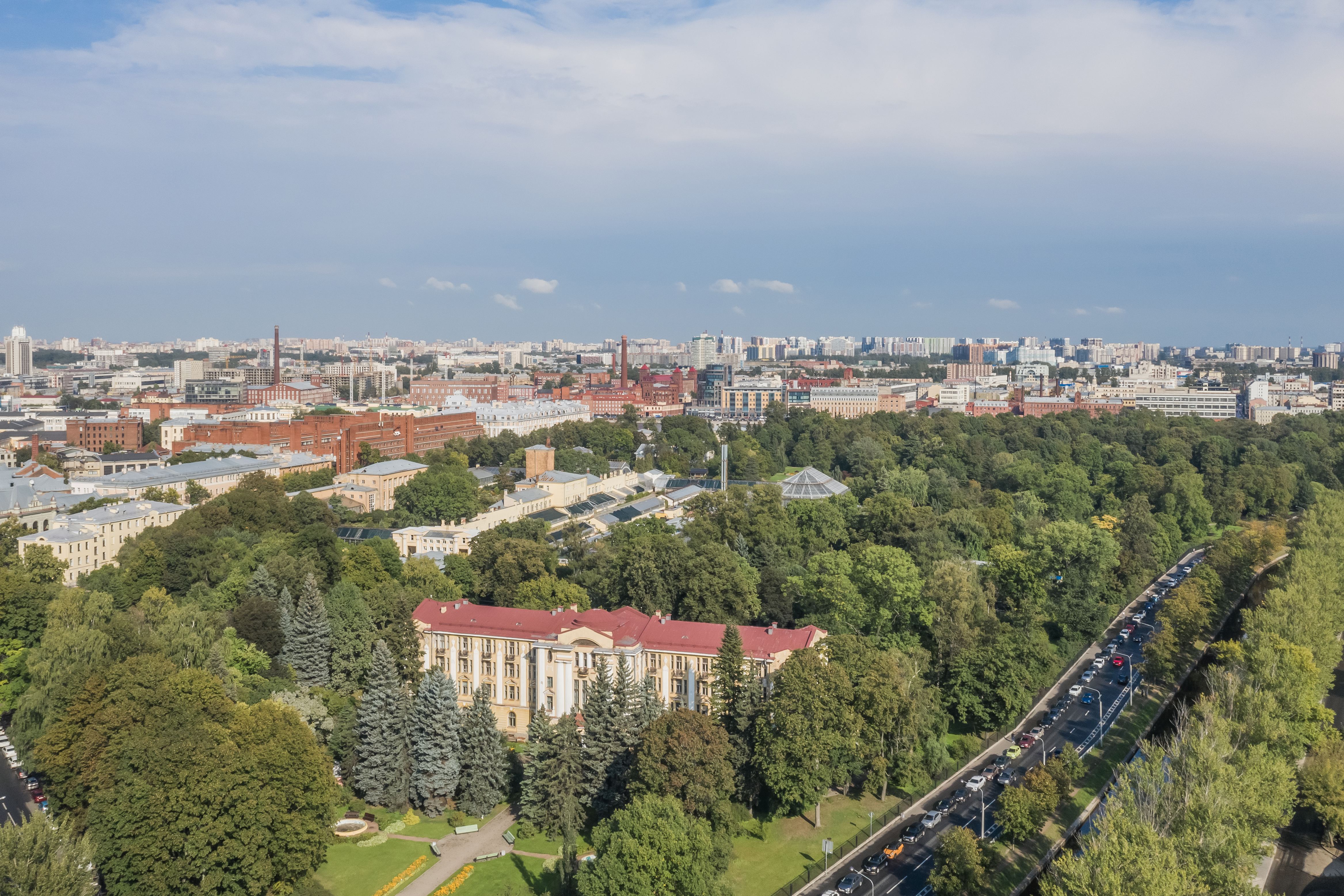
Jardin botanique de l’île d'Aptekarsky, Saint-Pétersbourg.

Les collections de l'institut consistent en des jardins intérieurs et extérieurs qui accueillent 120 000 espèces et variétés de plantes, ainsi que d'un herbarium de plus de sept millions de spécimen de plantes et de mycètes. Cette collection est la plus importante de Russie et figure parmi les trois plus importantes du monde.
L'histoire de l'institut commence en 1714, lorsque le tsar Pierre le Grand ordonna la création d'un jardin pharmaceutique sur l'île de Vorony pour cultiver des plantes médicinales. Le jardin a été réorganisé en 1823 et rebaptisé Jardin botanique impérial, puis en 1913 Jardin botanique impérial Pierre le Grand. Après la Révolution de 1917, il devint le Jardin botanique de l'URSS, et il fut transféré en 1930 sous la juridiction de l'Académie des sciences de Russie, alors Académie des sciences d'Union soviétique. L'année suivante, le jardin botanique de l'URSS et le Musée botanique de l'Académie des sciences fusionnent pour former l'Institut de botanique, qui est maintenant l'Institut de botanique Komarov, affilié à l'Académie des sciences de Russie.